# La Stratégie de la poussette
Pour plus de détails, voir Fiche technique et Distribution.
La Stratégie de la poussette est une comédie française réalisée par Clément Michel en 2012.

## Synopsis
Depuis un an, Thomas, un jeune dessinateur, vit séparé de celle qu'il aime. Marie, puéricultrice, souhaite avoir un enfant, lui non. C'est la raison pour laquelle le soir de son anniversaire, la jeune femme a quitté son compagnon.
Un an plus tard, toujours atterré par cette séparation, Thomas, sur le conseil de son meilleur ami, Paul, accepte de faire la fête en sa compagnie, mais le cœur n'y est pas. En rentrant chez lui, Thomas voit sa voisine, Mélanie, chuter dans les escaliers ; le bébé de celle-ci, Léo, lui tombe dans les bras, juste à temps. Tentant à tout prix de reléguer l'enfant à François, le compagnon de Mélanie, Thomas, bon gré mal gré, accepte de s'occuper du petit enfant, jusqu'au rétablissement de sa voisine. 
Toujours amoureux de Marie, Thomas croit savoir qu'avec cet enfant, il saura reconquérir celle qu'il aime.

## Fiche technique
- Titre : La Stratégie de la poussette
- Réalisation : Clément Michel
- Scénario : Clément Michel avec la collaboration de Louis-Paul Desanges
- Photographie : Steeven Petitteville
- Son : Guillaume Le Braz
- Montage : Julie Dupré
- Décors : Maamar Ech-Cheikh
- Costumes : Alexia Crisp-Jones
- Production : Alain Benguigui et Thomas Verhaeghe
- Société de production : Sombrero Films
- Société de distribution : Studiocanal
- Pays d'origine :  France
- Langue : français
- Genre : comédie
- Durée : 90 minutes
- Dates de sortie :
  - France : 10 novembre 2012 (Arras Film Festival) ; 2 janvier 2013 (sortie nationale)

## Distribution
- Raphaël Personnaz : Thomas Platz, dessinateur
- Charlotte Le Bon : Marie Deville, puéricultrice
- Jérôme Commandeur : Paul Bordinot
- Camélia Jordana : Mélanie
- Julie Ferrier : Valérie
- Clément Michel : Fabrice Le Gallec
- Baltazar Rizzo : Felipe
- François Berléand : Jean-Luc Hamory
- François Rollin : Franck Del Rio
- Loann et Timéo Foissac : Léo
- Anne Charrier : Lorraine
- Guilaine Londez : Infirmière réa
- Yelle : Flore, infirmière
- François Civil : François
- Claudine Acs : La vieille dame
- Phillip Schurer : Jimmy

## Réception
Le film reçoit des critiques généralement négatives de la presse et mitigées du public.
Ainsi, si le journal La Croix salue « la fantaisie, la fraîcheur et le rythme » de la comédie, et si le magazine Télé 7 jours loue « le charmant couple » formé par Charlotte Le Bon et Raphaël Personnaz, la critique d’Écran large regrette que « quelques saynètes vaguement drôles » viennent au secours d'une comédie qui n'est pas fondée sur une histoire : « C'est bien simple, d'histoire, il n'y en a pas. ». Quant au quotidien Le Monde, celui-ci dénonce le manque de crédibilité du film, se lassant également du jeu « terriblement indécis » des comédiens : « Jouant la carte du réalisme sans jamais chercher à être crédible, le film flotte dans un entre-deux que ramollit un peu plus encore le jeu, terriblement indécis, des acteurs. »
D'autres critiques, un peu moins sévères, n'ont pas manqué de relever les multiples points communs entre la comédie de Clément Michel et le film Trois hommes et un couffin, de Coline Serreau, évoquant une comédie « sympathique » sans grand plus.

## Distinction
Prix d'interprétation masculine au festival du film de Sarlat 2012 pour Raphaël Personnaz.